# A.S.D. Gallipoli Football 1909
ASD Città di Gallipoli là một câu lạc bộ bóng đá Ý, có trụ sở tại Gallipoli, Apulia.

## Lịch sử

### AC Gallipoli
Câu lạc bộ được thành lập vào năm 1999 với tên Associazione Calcio Gallipoli để đại diện cho thị trấn Gallipoli đến từ tỉnh lopce. Câu lạc bộ đã nhanh chóng vươn lên hệ thống bóng đá Ý, là một trong hai đội được thăng hạng từ Eccellenza Apulia vào năm 2003.
Sau khi thăng hạng trong mùa giải đầu tiên của họ ở Serie D, câu lạc bộ đã đổi tên thành Gallipoli Calcio vào năm 2005. Gallipoli sau đó đã hoàn thành nó bằng cách giành được một lần thăng hạng thứ ba liên tiếp lên Serie C1, và ra mắt tuyệt đối ở cấp độ cao thứ ba của Ý trong mùa giải 2006-07, kết thúc ở vị trí giữa bảng. Cựu ngôi sao Serie A Dario Bonetti sau đó được chọn làm ông chủ mới cho mùa giải 2007-08; Tuy nhiên, ông đã bị cách chức sau những bất đồng với hội đồng quản trị, bất chấp những màn trình diễn ấn tượng đã giúp đội đứng thứ ba trong bảng. Câu lạc bộ cuối cùng đã kết thúc mùa giải ở vị trí thứ chín, thấp hơn kỳ vọng ban đầu của họ. Cựu anh hùng chơi AS Roma Giuseppe Giannini đã liên tiếp được bổ nhiệm làm huấn luyện viên trưởng mới cho mùa giải 2008-09 của Gallipoli, kết thúc bằng chiến thắng, khi giallorossi giành chiến thắng đầu tiên trong lịch sử cho Serie B với tư cách là người chiến thắng trong giải đấu cuối tuần.
Vào tháng 7 năm 2009, tương lai của câu lạc bộ đã bị nghi ngờ khi Chủ tịch câu lạc bộ, doanh nhân dầu mỏ và Thượng nghị sĩ Vincenzo Barba, tuyên bố rằng câu lạc bộ đã được rao bán miễn phí. Ngoài ra, sân vận động của họ (Stadio Antonio Bianco) được tuyên bố là không phù hợp với tư cách là địa điểm của Serie B, vì vậy câu lạc bộ sẽ buộc phải chơi các trận đấu trên sân nhà tại Via del Mare ở Lecce. Tình hình đã cản trở nghiêm trọng sự chuẩn bị của họ cho mùa giải đầu tiên của họ ở Serie B và câu lạc bộ đã buộc phải chơi với đội hình dưới 19 tuổi của họ cho trận đấu vòng hai Coppa Italia trước Lumezzane khi họ bị đánh bại trong trận thua 6-0. Chỉ có hai tuần trước khi bắt đầu giải đấu, chỉ có bốn cầu thủ đội một vẫn còn hợp đồng và không có trại huấn luyện trước mùa giải nào được tổ chức và chưa có huấn luyện viên trưởng nào được chỉ định.
Vào ngày 11 tháng 8 năm 2009, một công ty có trụ sở tại Udine có tên là " Tập đoàn D'Odorico " đã tiếp quản câu lạc bộ từ Barba, chấm dứt nhiều tuần đầu cơ về tương lai của câu lạc bộ. Chủ sở hữu mới xác nhận Giannini là huấn luyện viên. Mặc dù bị đánh giá thấp hơn, Gallipoli đã kiếm được 28 điểm, do đó kết thúc nửa đầu mùa giải ở vị trí thứ 11, nhưng tình hình đã sụp đổ ở trận lượt về. Giannini đã từ chức vào ngày 22 tháng 3 năm 2010 sau khi câu lạc bộ thường xuyên không trả lương cho các cầu thủ của mình. Sau một nhiệm kỳ hai trò chơi dưới thời huấn luyện viên đội trẻ Giovanni De Pasquale, cựu giám đốc của Triestina, Torino và Treviso, Ezio Rossi đã được bổ nhiệm. Sự thay đổi không có bất kỳ ảnh hưởng nào, vì Gallipoli đã xuống hạng thứ ba vào ngày 16 tháng 5 năm 2010. Câu lạc bộ có vấn đề tài chính nghiêm trọng, và điều này gây ra lúc đầu không có khả năng yêu cầu nhậpvào tầng thứ ba của Ý (30 tháng 6 năm 2010). Câu lạc bộ đã nợ Luca Pasqualin của PDP srl với mức phí đại lý là 12.000 euro khi ký hợp đồng với Piergiuseppe Maritato và được Tribunale Nazionale di Arbitrato per lo Sport của CONI duy trì.
Sau đó, vào tháng 7 năm 2010, một tòa án ở Lecce tuyên bố câu lạc bộ phá sản.

### Bóng đá ASD Città di Gallipoli
Một câu lạc bộ mới có tên ASD Gallipoli Football 1909 được thành lập vào ngày 13 tháng 7 năm 2010. Mục tiêu của nó là bước vào Promozione, tầng thứ 7 của bóng đá Ý. Mùa đầu tiên (2010 2015) đã kết thúc với Gallipoli đạt vị trí thứ 3, và sau đó họ thua trận play-off để được thăng hạng ở Eccellenza Apulia. Gallipoli kết thúc bảng 3 của Promozione Apulia và một lần nữa thua trận play-off. Nhưng câu lạc bộ đã được đẩy lên Eccellenza Apulia và sau đó. Gallipoli kết thúc thứ 7 trong mùa 2012-13. Cuối cùng, Gallipoli đã giành được Eccellenza Apulia trong mùa giải 2013-14 và thăng hạng H của Serie D. Sau hai mùa giải ở Serie D của Ý và sau nhiều thay đổi xã hội, đội bóng lại xuống cấp một lần nữa ở Eccellenza Apulia vào năm 2015-16.
Ở bảng B của Eccellenza Puglia 2022-23, lần đầu tiên có thể thấy trước một đại diện kép của thành phố Gallipoli, với sự tham gia của Gallipoli Football 1909 và một đội mới, ASD Città di Gallipoli. Vào cuối mùa giải, Gallipoli Football 1909 chuyển danh hiệu này và ASD Città di Gallipoli trở thành đội duy nhất đại diện cho Gallipoli, ăn mừng sự trở lại Serie D sau khi giành chiến thắng trong trận play-off quốc gia.

## Danh hiệu
Lega Pro Prima Divisione: 1
- Chiến thắng: 2008-09

Supercoppa di Lega Pro Prima Divisione: 1
- Chiến thắng: 2009

Serie C2: 1
- Chiến thắng: 2005-06

Coppa Italia Serie C: 1
- Chiến thắng: 2006

Serie D:
- Thăng hạng: 2004-05

Eccellenza Apuila: 2
- Chiến thắng: 2003–04, 2013–14